# ويتشاتا فولز تكسانز
ويتشاتا فولز تكسانز هو فريق كرة سلة أمريكي أٌسس عام 1988.